# Leyes de la Norteamérica británica
El Acta de la Norteamérica británica (1867-1975) fue una serie de actas del Parlamento del Reino Unido en lo concerniente al gobierno de Canadá, el cual era conocida como "Norteamérica británica" hasta 1867. La primera y más importante acta de la consiguiente serie fue el "Acta de la Norteamérica británica de 1867" (ahora conocida como el Acta de Constitución de 1867) y la cual creó un gobierno autónomo en Canadá. Tanto Canadá como las demás colonias británicas alcanzaron completa soberanía legislativa con la aprobación del Estatuto de Westminster de 1931, pero antes de la Constitución de Canadá de 1982, el Acta de la Norteamérica británica fue excluida de las operaciones del Estatuto de Westminster y sólo podía ser enmendado por el Parlamento Británico. Esta larga espera se dio en gran parte a la inhabilidad de crear un proceso de enmienda constitucional que fuera aceptable a todas las provincias, en particular a Quebec. 
En 1982, Canadá nacionalizó su constitución e incluyó en esta el Carta Canadiense de los Derechos y las Libertades a través del Acta de Constitución de 1982. Por medio de esta Acta de Constitución de 1982, el Parlamente Británico, actuando bajo requerimiento y consenso de Canadá, habilitó la Constitución de 1982 y estableció los procesos de enmienda constitucional dando dicho poder al Parlamento canadiense. El Acta de la Norteamérica británica 1867-1875 es por lo general conocidas como "Actas de Constitución" en Canadá y junto a la Constitución de 1982 se conocen como "Actas Constitucionales 1867-1982", aunque permanecen con su nombre original dentro del Reino Unido. Estas y otras actas y leyes conforman la Constitución de Canadá.
Las diferentes actas de la serie se distinguen por las fechas en las cuales tuvieron alguna modificación. Estas son las siguientes: 1867, 1871, 1886, 1907, 1915, 1916*, 1930, 1940, 1943*, 1946*, 1949, 1949 (N.º 2) *, 1951*, 1952*, 1960, 1964, 1965, 1974, 1975 y 1975 (N.º 2).  Las actas marcadas con (*) fueron reemplazadas.

## Acta de la Norteamérica británica de 1867
- Wikisource contiene obras originales de o sobre Leyes de la Norteamérica británica.

Esta acta comprende la mayor parte de la Constitución de Canadá e incluye la creación original de los dominios federales definiendo especialmente al ejecutivo o gobierno de Canadá bajo la perspectiva de una estructura federal, la Cámara de los Comunes, el Senado, el sistema judicial y el sistema tributario. Recibió el actual nombre sólo después de la nacionalización de la constitucional actual en 1982 después de la habilitación hecha por el Parlamento Británico. Algunas enmiendas se llevaron a cabo como la sección 92A que fue agregada dando un mayor control sobre los recursos no renovables.

## Acta de la Norteamérica británica de 1871
- Wikisource contiene obras originales de o sobre Leyes de la Norteamérica británica.

Esta acta le dio a Canadá el poder de establecer nuevas provincias y territorios y cambiar los límites provinciales que afectasen la distribución nacional. El acta reconoció la creación de la provincia de Manitoba, la incorporación de la Tierra de Rupert y los Territorios del Noroeste a Canadá. Permitió además al Parlamento y a las legislaturas de Quebec y Ontario de rediseñar los límites de las adquisiciones

## Acta de la Norteamérica británica de 1886
- Wikisource contiene obras originales de o sobre Leyes de la Norteamérica británica.

Esta acta dio al Parlamento la autoridad de permitir a los Territorios de Canadá tener representación en el Senado canadiense y en la Cámara de los Comunes de Canadá.

## Acta de la Norteamérica británica de 1907
Esta acta reguló la transferencia de pagos del gobierno federal a las provincias pequeñas para ayudar a sus legislaturas y gobiernos. La transferencia de fondos fueron establecidas entre $100 mil y $200 mil dependiendo la población de la provincial con un extra de $100 mil por año por diez años a la Columbia Británica.

## Acta de la Norteamérica británica de 1915
Expandió el Senado canadiense dando a las provincias de Canadá occidental 24 senadores, el mismo número garantizado a Ontario, Quebec y las provincias marítimas. El acta también garantizó a Isla de Terranova seis senadores si la colonia británica se unía a la Confederación, lo que efectivamente se dio en 1949.

## Acta de la Norteamérica británica de 1916
Extendió la vida del XII Parlamento canadiense hasta octubre de 1917 más allá del periodo normal de cinco años. Dicho acto se debió a la I Guerra Mundial.

## Acta de la Norteamérica británica de 1930
Le dio a las nuevas provincias de Columbia Británica, Alberta, Manitoba y Saskatchewan derechos sobre ciertos recursos naturales encontradas en tierras que estaban bajo control federal. En 1982, esta acta cambió su nombre en Acta constitucional de Canadá de 1982.

## Acta de la Norteamérica británica de 1940
Esta acta le dio al gobierno federal la jurisdicción sobre el seguro de desempleo y por lo tanto permitió que dicho programa fuera extendido a nivel nacional. Un intento anterior de seguro de desempleo se dio durante la gran depresión regido de manera inconstitucional, puesto que entonces se consideraba que el problema del desempleo era un asunto provincial. 

## Acta de la Norteamérica británica de 1943
Esta acta aplazó las elecciones de representantes a la Casa de los Comunes hasta el fin de la II Guerra Mundial.

## Acta de la Norteamérica británica de 1946
Esta acta ajustó la fórmula de distribución de puestos en la Casa de los Comunes de Canadá entre las provincias y territorios.

## Acta de la Norteamérica británica de 1949
Ver también Acta de Terranova y Labrador.
En esta acta se hizo una enmienda a la Constitución canadiense en la cual Terranova y Labrador ingresaba en Canadá como la X provincia de este país., gracias al poder concedido por el Parlamento Británico que enmendaba para ello la Constitución canadiense. Durante la nacionalización de la Constitución, este fue denominado "Acta de Terranova y Labrador". Dicha acta no debe confundirse con el Acta de la Norteamérica británica de 1949 en su numeral II.

## Acta de la Norteamérica británica (N.º 2) de 1949
El Acta de la Norteamérica británica II o Número 2 de 1949 fue un acto del Parlamento Británico que concedió a Canadá poderes limitados para enmendar su constitución. El Parlamento canadiense fue permitió posteriormente enmendar la Constitución canadiense en muchas áreas dentro de su propia jurisdicción sin tener que apelar al Parlamento Británico. Sin embargo, la aprobación del Parlamento Británico permaneció necesaria para una más amplia enmienda constitucional que tenían que ver con las responsabilidades provinciales. Por lo tanto, esta acta puede verse como una nacionalización parcial de la Constitución de Canadá.
En 1982 se daría la completa nacionalización. Esta acta tampoco debe confundirse con el Acta de Terranova y Labrador del mismo año que hizo que dicho territorio se hiciera parte de Canadá como la X provincia de este país.

## Acta de la Norteamérica británica de 1951
Dio al gobierno federal el poder de pasar los asuntos legislativos sobre la pensión de la tercera edad a la legislación de las provincias. Mientras el Parlamento había instituido una pensión para la tercera edad en 1927 y estaba administrada por las provincias, con esta acta el gobierno federal podía operar su propio plan de pensiones y pasar el acta de seguros para la tercera edad.

## Acta de la Norteamérica británica de 1952
Ajustó los puestos en la Casa de los Comunes y limitó el número que una provincia podía tener según el cuadro de redistribución basado en el censo a un 15% de su porcentaje anterior. Le dio al territorio de Yukón un puesto en el Parlamento.

## Acta de la Norteamérica británica de 1960
Instauró como edad máxima para que un juez superior de corte se retire, los 75 años. Aquellos elegidos antes de la declaración del acta, quedaban exentos.

## Acta de la Norteamérica británica de 1964
Expandió la jurisdicción del gobierno federal sobre las pensiones. Esta enmienda hizo posible el Plan de pensiones de Canadá. 

## Acta de la Norteamérica británica de 1965
La Constitución de 1982 la llamó "Acta Constitucional" de 1965. Fue introducida por el gobierno de Lester B. Pearson e instituyó  la edad máxima de jubilación en 75 años para todos los senadores. Aquellos elegidos antes de la vigencia de esta acta, estaban exentos.

## Acta de la Norteamérica británica de 1974
Cambió las normas de redistribución de puestos en la Casa de los Comunes de Canadá, de esta manera Quebec quedó con 75 mientras otras provincias fueron determinadas según el porcentaje de su población en comparación con Quebec. Las provincias continuaron a tener la garantía de tener cuantos senadores presentaran.

## Acta de la Norteamérica británica de 1975
Incrementó el número de miembros del parlamento de los Territorios del Noroeste a dos.

## Acta de la Norteamérica británica (N.º 2), 1975
Incrementó el número de puestos del senado de 102 a 104 y dio uno a los territorios de Yukón y Noroeste.